# Yamazoe
Yamazoe (山添村, Yamazoe-mura) est un village du district de Yamabe, dans la préfecture de Nara au Japon.

## Géographie
Le village de Yamazoe se situe dans l'extrême nord-est de la préfecture de Nara, à la limite est de la ville de Nara, capitale de la préfecture de Nara. C'est une commune rurale étendue sur 12 km, d'ouest en est.
En 2015, environ 80 % de la superficie du village étaient recouverts de forêts.

### Démographie
Au 1er février 2016, la population de Yamazoe s'élevait à 3 811 habitants répartis sur une superficie de 66,52 km2.

### Municipalités voisines
| Nara | Nara                         | Iga*           |
| Nara | Yamazoe(* préfecture de Mie) | Iga* / Nabari* |
| Nara | Uda                          | Nabari*        |

### Hydrographie
La partie orientale du village de Yamazoe comprend le cours supérieur de la rivière Nabari, un cours d'eau du bassin versant du fleuve Yodo, qui prend sa source au mont Miune dans le sud-est du village.

### Climat
Le climat du village de Yamazoe est du type continental. La température annuelle moyenne du village est d'environ 14,2 °C et les précipitations annuelles sont de 1 588 mm. L'hiver, le mercure peut descendre jusqu'à −3,5 °C et grimper jusqu'à 34,1 °C en été.

## Économie
Le village de Yamazoe est essentiellement une commune agricole qui produit des légumes, des fruits (pommes, poires, myrtilles, fraises) et du riz. Il maintient aussi une importante exploitation forestière, tirant bénéfice des ressources naturelles abondantes et durables de la région.

## Histoire
Le 30 septembre 1956, les trois villages de Higashiyama, Hatano et Toyohara sont fusionnés pour former le village de Yamazoe.

## Symboles municipaux
La fleur symbole de la municipalité de Yamazoe est, depuis 1976, le Rhododendron kaempferi, une espèce d'azalée originaire du Japon.